# Rapanea ferruginea
Rapanea ferruginea popularmente conhecida como Capororoca, pororoca, azeitona-do-mato, camará (MG), capororocaçu, capororoca ou capororoca-mirim é uma árvore pertencente à família Myrsinaceae, nativa da Mata Atlântica e do cerrado brasileiro.